# Megachile rambutwan
Megachile rambutwan là một loài Hymenoptera trong họ Megachilidae. Loài này được Cheesman mô tả khoa học năm 1936.